# Gora Snezhnaja
Gora Snezhnaja (englische Transkription von russisch Гора Снежная Gora Sneschnaja, deutsch ‚Schneeberg‘) ist ein Nunatak in den Prince Charles Mountains des ostantarktischen Mac-Robertson-Lands. Er ragt westlich des Gluchoi-Gletschers in der Aramis Range auf.
Russische Wissenschaftler benannten ihn.